# LABtrio
LABtrio is een Belgisch jazztrio dat werd opgericht in 2007 en bestaat uit drummer Lander Gyselinck, bassiste Anneleen Boehme en pianist Bram De Looze. "LAB" is een samentrekking van de eerste letter van hun voornamen.
Het eerste album Fluxus werd uitgebracht in 2013.
De band speelde in 2015 op Jazz Middelheim met het "NY Project", een concert waarin ze samenspelen met jazzmusici uit New York.

## Prijzen
- 2008 winnaar Belfius Axion Classics competitie[4]

- 2009 winnaar Brussels Jazz Marathon
- 2011 winnaar en publieksprijs jazzconcours van Tremplin Jazz d'Avignon.[5]

## Discografie
- 'Fluxus' (Outnote Records - Outhere Music 2013)